# Manuel Bandeira
Manuel Bandeira (ur. 19 kwietnia 1886 w Recife, zm. 13 października 1968 w Rio de Janeiro) – brazylijski poeta i krytyk literacki.

## Życiorys
Kształcił się na architekta w Rio de Janeiro i São Paulo, jednak z powodu zachorowania na gruźlicę w 1903 musiał przerwać naukę. Kilka następnych lat spędził na poszukiwaniu lekarstwa, jednocześnie dużo czytał i zaczął tworzyć poezję. Podczas pobytu w szwajcarskim sanatorium spotkał francuskiego poetę Paula Éluarda. Początkowo tworzył wiersze pod wpływem późnego francuskiego parnasizmu i symbolizmu. Porzucił retoryczny ton swoich poprzedników i używał potocznej mowy brazylijskiej, traktując prozaiczne tematy i codzienne wydarzenia z bezpośredniością i humorem. W 1917 i 1919 opublikował pierwsze dwa tomy swoich wierszy, A cinza das horas (Popioły godzin) i Carnaval (Karnawał). Tom O ritmo dissoluto (Rozwiązły rytm) z 1924 powstał częściowo pod wpływem modernizmu, jednocześnie był próbą wyzwolenia południowoamerykańskiej poezji od akademizmu i wpływów europejskich. W 1930 wydał tom modernistycznej poezji Libertinagem, gdzie używał formy wiersza wolnego, języka potocznego i niekonwencjonalnej składni, poruszając tematy związane z brazylijskim folklorem. Kolejne tomy jego wierszy, Estrêla da manhã (Gwiazda poranna, 1936), Estrêla da tarde (Gwiazda wieczorna, 1963) i Estrêla da vida inteira (Gwiazda całego życia, 1965), w których łączył nowatorstwo z tradycją, ugruntowały jego pozycję jako wiodącego brazylijskiego poety. Od 1938 do 1943 wykładał literaturę w College'u Pedra II w Rio de Janeiro, następnie został profesorem Uniwersytetu Brazylijskiego. Poza tym pisał prace krytycznoliterackie i zajmował się tłumaczeniem i historią literatury.